# Інуїт Тімерсокатігііффіат-79
«Інуїт Тімерсокатігііффіат-79» або просто ІТ-79 (гренл. Inuit Timersoqatigiiffiat-79) — професіональний ґренландський футбольний клуб з міста Нуук.

## Історія
Футбольний клуб «Інуїт Тімерсокатігііффіат-79» було створено у 1979 році в Копенгагені, де в той час було багато студентів з Ґренландії. Першими членами клубу були студенти-інуїти. Метою створення клубу було зміцнення та розвиток здоров'я серед членів клубу. Першим президентом клубу був Томас Ісбосетхсен. В перші роки свого існування команда брала участь в лізі DBU Копенгаген.
У 2000 році в клубі стався розкол. Частина членів клубу перейшла до новоствореного ФК «Нанок».
Але багато з цих студентів згодом повернулася до іншого, створеного також в 2000 році, клубу під назвою «Інуїт Тімерсокатігііффіат-79 Нуук». Члени клубу знову вирішили обрати футбол пріорітетним напрямком в роботі клубу. Перша рада директорів складалася з: голови — Мортена Р. Хансена, віце-голова — Фінн Майнель, бухгалтер — Тоні О.К. Бертхельсен, секретар — Ян Х. Педерсен, аудитор — Міккель Скоуруп. В 2001—2007 роках президентом клубу був Палле Фредеріксен, а з 2008 року і до сьогодні — Могенс Натхансен.
Футбольний клуб робить ставку на молодих виконавців (як правило, гравці у віковій категорії U-23).

## Досягнення
- Чемпіонат Гренландії з футболу
  -  Срібний призер (1): 2015
  -  Бронзовий призер (2): 2014, 2024